# 四天王寺庚申堂

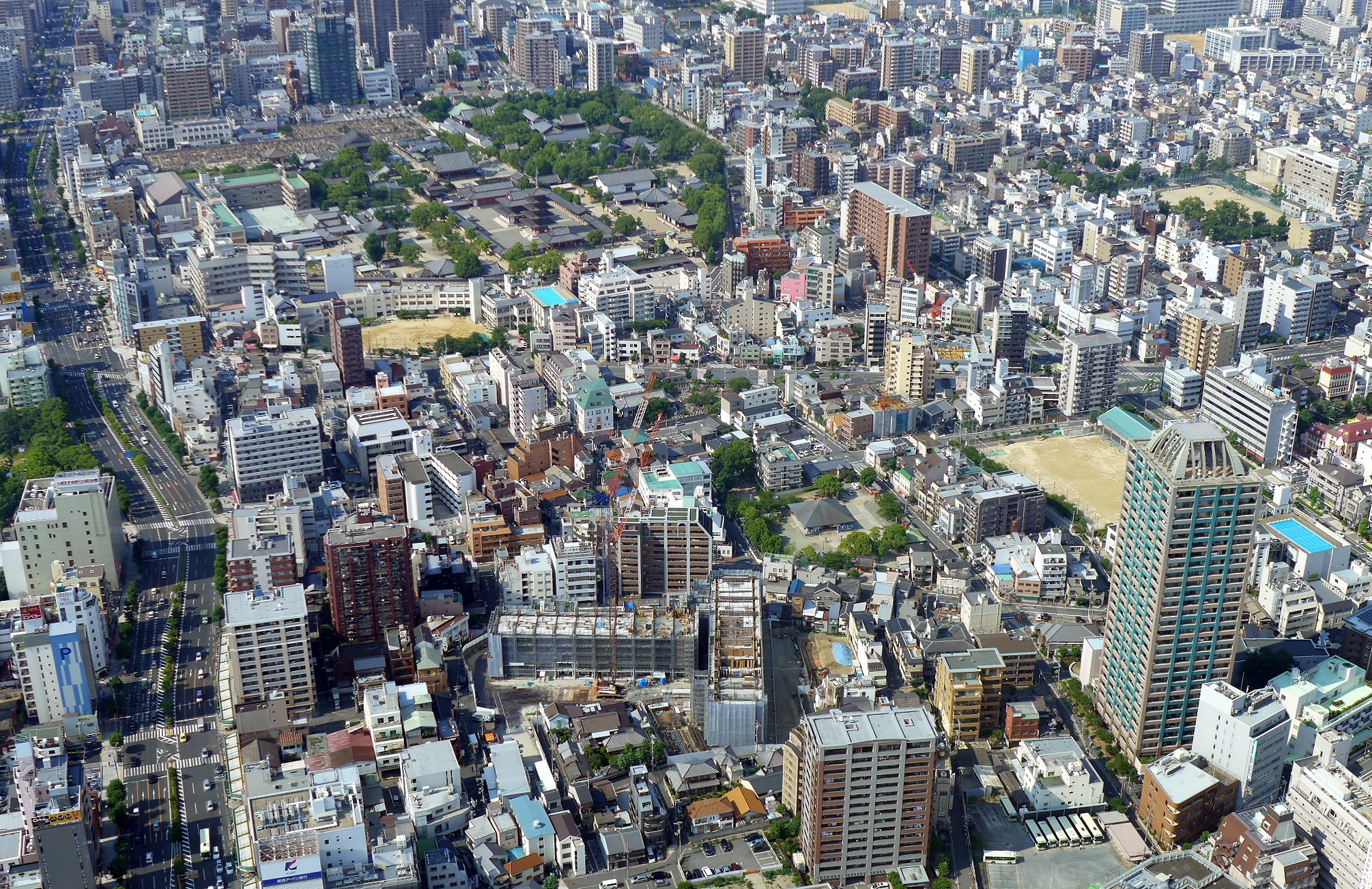
あべのハルカスから見下ろす天王寺区。中央やや右、四角錐の屋根が当堂

四天王寺庚申堂（してんのうじこうしんどう）は、大阪府大阪市天王寺区堀越町にある四天王寺の境外堂宇。

## 概要
日本最初の庚申尊出現の地に本堂宇が所在。本尊は青面金剛童子（秘仏）。大宝元年（701年） 正月七日庚申の日、豪範僧都が疫病に苦しむ多くの人々を救わんと一心に天に祈ったところ、帝釈天の使者として童子が出現し、除災無病の霊験を示された。本堂南向かいには“見ざる・聞かざる・言わざる”という三猿を祀る「三猿堂」がある。豊臣秀頼再建と伝わる往時の建物は大阪大空襲によって焼失。現在の庚申堂は1970年 (昭和45年) 、日本万国博覧会の際に全日本仏教会が休憩所として建造した「法輪閣」であり、閉会後に寄贈された。

## 庚申まいり
庚申の日及びその前日（宵庚申）に本尊に祈れば、必ず一願が叶うと尊崇されている。1680年刊の『難波鑑』など江戸時代の地誌には、諸人が参詣し、厄除けのためにコンニャクを食べ、七色の菓子や庚申昆布を求める姿で賑わう様子が描かれている。現在も60日に一度、年に6度開催され、とりわけ年初は賑わう。大阪市から無形民俗文化財に指定されている。

## 庚申塔群
江戸時代前期～平成時代に当堂の本尊青面金剛や三猿をあらわして奉納されたもの。大阪市から有形民俗文化財に指定されている。

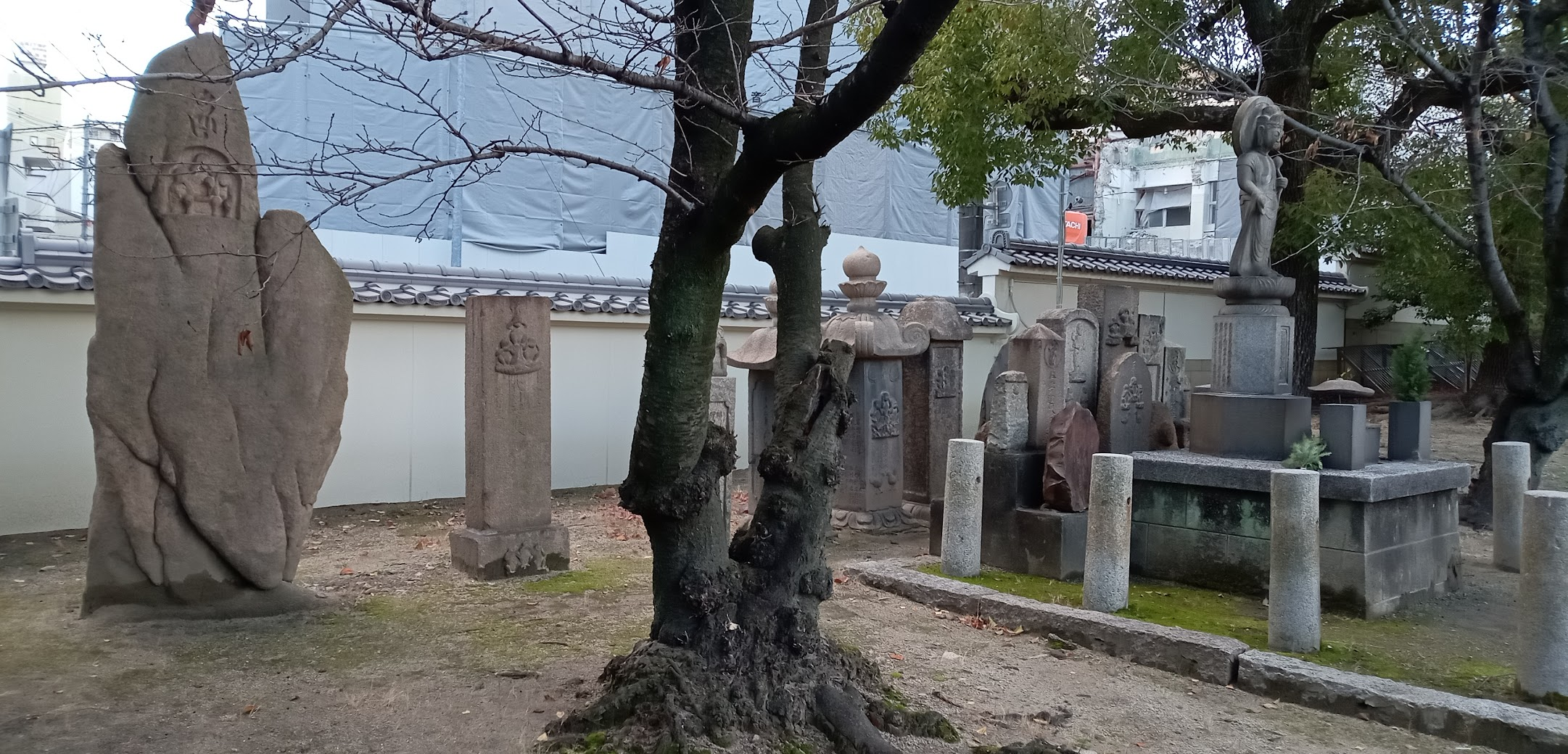
庚申塔群

## 交通
- JR西日本 ,Osaka Metro御堂筋線 ,谷町線 天王寺駅から徒歩5分